# Around the World in 14 Films

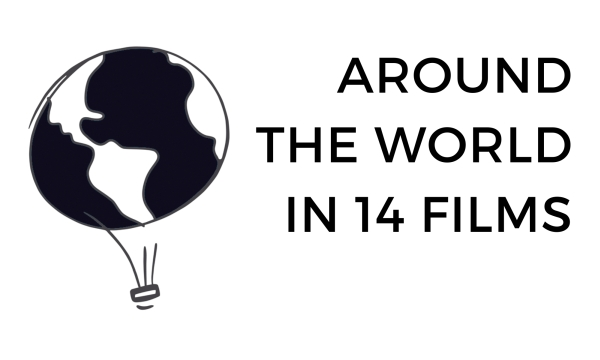

Around the World in 14 Films ist ein unabhängiges Filmfestival, das jährlich in Berlin stattfindet. Das Festival stellt zehn Tage lang herausragende Werke des aktuellen Weltkinos vor. Prominente Paten und internationale Gäste präsentieren und diskutieren die Filme.

## Geschichte
Das Filmfestival wurde 2005 von Bernhard Karl, Nikola Mirza und Kathrin Bessert gegründet und fand 2006 zum ersten Mal statt. Verantwortlich für das Konzept, die Leitung und das Programm ist Bernhard Karl. Seit 2011 betreut Susanne Bieger die Organisation und das Gästemanagement. Von 2018 an teilen sich Susanne Bieger und Bernhard Karl die Leitungsfunktion. Von 2006 bis 2014 fand das Festival im Kino Babylon statt. Seit 2015 ist das Kino in der KulturBrauerei offizielles Festivalzentrum. Seit 2021 gehören die Kinos delphi LUX und Neues Off der Yorck Kinogruppe zu den Festivalkinos.
Die 19. Festivalausgabe fand vom 29. November bis 7. Dezember 2024 in Berlin statt. Vom 10. bis 14. Dezember 2024 ist das Festival zu Gast in München, vom 11. bis 18. Dezember 2024 in Köln und vom 28. Dezember 2024 bis 6. Januar 2025 in Nürnberg.

## Festival
Around the World in 14 Films ist eine cineastische Weltreise und ein cineastischer Jahresrückblick in einem. Als „Festival der Festivals“ stellt das Filmfestival jeweils zum Jahresende zehn Tage lang 14 herausragende Werke des jungen Weltkinos in Form einer cineastischen Weltreise vor, die einmal rund um den Globus führt. Die 14 Werke bilden den Kern des Festivals und kommen aus unterschiedlichen Ländern und Kulturkreisen der Erde, von Südamerika über Mexiko und Nordamerika nach Afrika, durch Teile Europas über Russland in den Mittleren Osten bis nach Fernost. Das Programm wird ergänzt durch Sondervorführungen, thematische Reihen sowie einen deutschen Film des Jahres. Alle Festivalbeiträge wurden zuvor auf den führenden Filmfestivals von Cannes, Locarno, Rotterdam, San Sebastián, Sundance, Toronto oder Venedig diskutiert und ausgezeichnet. Die Filme sind erstmals in Berlin zu sehen und werden von Künstlern, Regisseuren, Schauspielern und Persönlichkeiten aus Kino, Kultur, bildender Kunst, Theater oder Politik als Paten live präsentiert.

## Sonderreihen
- Seit 2018: Berlinale Spotlight: World Cinema Fund – In Kooperation mit den Internationalen Filmfestspielen Berlin (Berlinale) zeigte das Festival herausragende Filme, die mit Hilfe des World Cinema Fund (WCF) der Berlinale entstanden sind.[3]

- 2018: Film, Frauen und Figuren – Gender, Intersektionalität und deren Bedeutung für komplexe Frauenfiguren. Gäste: Cristina Gallego, Ash Mayfair und Céline Perreard. Das 2018 eingeführte Gesprächsformat behandelt jährlich unterschiedliche Themen rund um Frauen und Film. Es wird kuratiert und moderiert von Susanne Bieger.[4]

## Gäste
Around the World in 14 Films konnte viele internationale Regisseure, Drehbuchautoren, Schauspieler oder auch Filmproduzenten als Gästen begrüßen. Dazu gehörten u. a.:
- Emin Alper
- Olivier Assayas
- Sean Baker
- Nuri Bilge Ceylan
- Geraldine Chaplin
- Asghar Farhadi
- Sophie Fiennes
- Cristina Gallego
- Ciro Guerra
- Joanna Hogg
- Agnieszka Holland
- Alejandro Jodorowsky
- Otar Iosseliani
- Radu Jude
- Yorgos Lanthimos
- Nadav Lapid
- Vincent Lindon
- Sergej Loznitsa
- Léa Mysius
- Mohammad Rasoulof
- Kirill Serebrennikov
- Ulrich Seidl
- Albert Serra
- Joachim Trier
- Apichatpong Weerasethakul
- Andrey Zvyagintsev

## Paten
Zur Gründungsidee des Festivals gehört es, dass Künstler, Regisseure, Schauspieler und Persönlichkeiten aus Kino, Kultur, bildender Kunst, Medien, Theater oder Politik als Paten jeweils einen der preisgekrönten Beiträge live im Kino präsentieren. So entsteht ein intensiver Dialog mit den Gästen und dem Publikum. Zu den Paten gehörten u. a. Emily Atef, Thomas Arslan, Marie Bäumer, Meret Becker, Andreas Dresen, Knut Elstermann, Pegah Ferydoni, Philip Gröning, Helene Hegemann, Benjamin Heisenberg, Christoph Hochhäusler, Sherry Hormann, Nina Hoss, Nicolette Krebitz, Soleen Yusef, Romuald Karmakar, Volker Schlöndorff, Maria Schrader und Wim Wenders.

## Preise
Von 2009 bis 2017 verlieh das Festival gemeinsam mit dem ifa (Institut für Auslandsbeziehungen) den IFA (Intercultural Film Award). Mit dem undotierten Preis wurde ein Film ausgezeichnet, der in inhaltlich wie ästhetisch besonderer Weise die Themen Dialog der Kulturen, Kulturaustausch oder interkulturellen Dialog behandelt. Zu den Jurymitgliedern zählten u. a. Nasrin Bassiri, Bibiana Beglau, Ayat Najafi, Sibel Kekilli, Andreas Kilb, Christiane Peitz, Cristina Nord, Hans-Georg Rodek und Ina Weisse.
2019 und 2020 vergab das Festival den ARRI Media Preis, gestiftet von ARRI Media. Der Preis wurde von einer Jury an eine Regisseurin/einen Regisseur für die beste Regie eines Festivalbeitrages vergeben. Ab 2021 vergibt das Festival einen neuen Regiepreis, den BASIS Berlin Postproduction Award, gestiftet von der BASIS BERLIN Postproduktion.

## Preisträger
Mit dem BASIS Berlin Postproduction Award wurden ausgezeichnet:
- 2024 – The Village Next to Paradise, Regie Mo Harawe (Österreich, Frankreich, Deutschland, Somalia)[7]
- 2023 – Augure, Regie: Baloji (Belgien)[8]
- 2022 – How is Katia?, Regie: Christina Tynkevych (Ukraine)[9]
- 2021 – Hit the Road (2021 film), Regie: Panah Panahi (Iran)[10]

Mit dem ARRI Media-Preis wurden ausgezeichnet:
- 2020 – Quo Vadis, Aida?, Regie: Jasmila Žbanić (Bosnien-Herzegowina)
- 2019 – Beanpole, Regie: Kantemir Balagov (Russland)[11]

Mit dem Intercultural Film Award wurden ausgezeichnet:
- 2017 – Mrs. Fang, Regie: Wang Bing (China)
- 2016 – Abluka - Jeder misstraut jedem, Regie: Emin Alper (Türkei)
- 2015 – Der Wert des Menschen (La Loi du Marché), Regie: Stéphane Brizé (Frankreich)
- 2014 – Winterschlaf, Regie: Nuri Bilge Ceylan (Türkei)
- 2013 – A Touch of Sin, Regie: Jia Zhangke (China)
- 2012 – No!, Regie: Pablo Larraín (Chile) und Post Tenebras Lux, Regie: Carlos Reygadas (Mexiko)
- 2011 – Good Bye, Regie: Mohammad Rasoulof (Iran)
- 2010 – Mundane History, Regie: Anocha Suwichakornpong (Thailand)
- 2009 – Samson & Delilah, Regie: Warwick Thornton (Australien)